# Csináljuk a fesztivált! (hetedik évad)
A Csináljuk a fesztivált! című zenés show-műsor hetedik évada 2022. március 19-én vette kezdetét a Dunán.
A műsorvezetők Fodor Imre és Rókusfalvy Lili voltak. A hat tagú zsűrit Balázs Andrea, Balázs Klári, Boros Csaba, Feke Pál, Korda György és Nagy Bogi alkotta.
Az évad tíz részes volt, szombat esténként sugározta felvételről a Duna.

## A műsorról
A műsor nem épült semmilyen külföldi formátumra, teljesen saját ötlet alapján készült. A Csináljuk a fesztivált! rendezője Gyöngyösi Szabolcs, a vezető producer Medvegy Anikó, az operatőr Ancsics Csaba és Hámori Tamás, valamint a zenei producer Rakonczai Viktor.
A hetedik évadban a hat tagú zsűri 1 és 10 pont között értékelte az elhangzó dalokat, valamint a korosztályokra bontott stúdióközönség mobiltelefonos applikációval szavazhatott. A zsűri pontjait összeadva, maximum 60 ponttal értékelhették a dalokat, és ehhez jött a közönség összesített pontszáma, ami szintén maximum 60 pont lehetett.
Az egyes elődöntők egy-egy évtized zenéit foglalták magukban. Az első elődöntőben az 1950-es évek (magában foglalva az 1920-as évektől a mozi aranykorát), a második elődöntőben az 1960-as évek, a harmadik elődöntőben az 1970-es évek, a negyedik elődöntőben az 1980-as évek, az ötödik elődöntőben az 1990-es évek, míg a hatodik elődöntőben a 2000-es évek magyar zenéit dolgozták fel a versenyzők.

## A helyszín
A műsor helyszínéül a közmédia többi szórakoztató produkciójához hasonlóan az MTVA Kunigunda útjai székházának 600 m2-es egyes stúdiója szolgált, Budapesten.

## A műsorvezetők és a zsűritagok
A hetedik évadban a műsor házigazdái Fodor Imre és Rókusfalvy Lili lettek.
A szakmai zsűrit képviselte:
- Balázs Andrea, színésznő
- Balázs Klári, Szenes Iván-díjas énekesnő
- Boros Csaba, rockzenész, basszusgitáros, énekes, a Republic együttes basszusgitárosa
- Feke Pál, Junior Prima- és Artisjus-díjas magyar színész, énekes
- Korda György, Artisjus- és eMeRTon-díjas énekes.
- Nagy Bogi, énekesnő, a 2019-es Eurovíziós Dalfesztivál magyar előválogatójának döntőse

## Adások

### Elődöntők
Az MTVA a hat elődöntőt 2022. március 19-én, március 26-án, április 2-án, április 9-én, április 16-án és április 23-án tartotta. A hattagú zsűri közvetlenül a dalok elhangzása után pontozta az egyes dalokat 1-től 10-ig (maximum elérhető 60 pont). A műsor végén a zsűri pontjaihoz adták a közönség összesített pontszámát (maximum elérhető 60 pont). Ennek alapján az első öt helyen végző dal jutott tovább a középdöntőkbe. A műsort felvételről közvetítette a Duna.

#### Első elődöntő
| Első elődöntő – 2022. március 19. | Első elődöntő – 2022. március 19.       | Első elődöntő – 2022. március 19.                                          | Első elődöntő – 2022. március 19. | Első elődöntő – 2022. március 19. | Első elődöntő – 2022. március 19. | Első elődöntő – 2022. március 19. | Első elődöntő – 2022. március 19. | Első elődöntő – 2022. március 19. | Első elődöntő – 2022. március 19. | Első elődöntő – 2022. március 19. |
| #                                 | Előadó                                  | Dal (zene / szöveg)                                                        | Pontozás                          | Pontozás                          | Pontozás                          | Pontozás                          | Pontozás                          | Pontozás                          | Pontozás                          | Pontozás                          |
| #                                 | Előadó                                  | Dal (zene / szöveg)                                                        | Balázs Andrea                     | Balázs Klári                      | Boros Csaba                       | Feke Pál                          | Korda György                      | Nagy Bogi                         | Közönség                          | Σ                                 |
| --------------------------------- | --------------------------------------- | -------------------------------------------------------------------------- | --------------------------------- | --------------------------------- | --------------------------------- | --------------------------------- | --------------------------------- | --------------------------------- | --------------------------------- | --------------------------------- |
| 01                                | Galambos Dorina és Trap Kapitány        | Haccáré haccacáré (Fényes Szabolcs / G. Dénes György)                      | 10                                | 8                                 | 8                                 | 7                                 | 8                                 | 9                                 | 46                                | 96                                |
| 02                                | Peller Károly                           | Oly jól csúszik a banánhéj (Márkus Alfréd / Békeffi István, Vadnay László) | 9                                 | 6                                 | 7                                 | 6                                 | 7                                 | 9                                 | 39                                | 83                                |
| 03                                | Miklósa Erika és Dolhai Attila          | Meseautó (Márkus Alfréd / Harmath Imre)                                    | 10                                | 10                                | 10                                | 10                                | 10                                | 10                                | 54                                | 114                               |
| 04                                | Orsovai Reni                            | Pá, kis aranyom Pá (Eisemann Mihály / Mihály István, Szilágyi László)      | 7                                 | 6                                 | 7                                 | 7                                 | 7                                 | 8                                 | 38                                | 80                                |
| 05                                | Kocsis Tibor                            | Egy dunaparti csónakházban (Kerekes János / Szenes Iván)                   | 9                                 | 10                                | 8                                 | 8                                 | 9                                 | 8                                 | 39                                | 91                                |
| 06                                | Janicsák Veca                           | Hamvadó cigarettavég (Hegedűs Tamás / G. Dénes György)                     | 10                                | 8                                 | 9                                 | 8                                 | 8                                 | 10                                | 52                                | 105                               |
| 07                                | Kozma Orsi, Molnár Gábor és a Fool Moon | Kétszer kettő néha öt (Fényes Szabolcs / Szenes Iván)                      | 8                                 | 7                                 | 8                                 | 7                                 | 8                                 | 8                                 | 37                                | 83                                |
| 08                                | Tóth Gabi                               | Szomorú vasárnap (Seress Rezső / Jávor László)                             | 10                                | 10                                | 10                                | 10                                | 10                                | 10                                | 53                                | 113                               |
| 09                                | Kovácsovics Fruzsina                    | Pancsoló kisgyerek (Berki Géza / Brand István)                             | 9                                 | 8                                 | 8                                 | 6                                 | 8                                 | 8                                 | 40                                | 87                                |
| 10                                | Pál Dénes                               | Csinibaba (Bágya András / G. Dénes György)                                 | 10                                | 8                                 | 9                                 | 9                                 | 8                                 | 10                                | 47                                | 101                               |

#### Második elődöntő
| Második elődöntő – 2022. március 26. | Második elődöntő – 2022. március 26. | Második elődöntő – 2022. március 26.                           | Második elődöntő – 2022. március 26. | Második elődöntő – 2022. március 26. | Második elődöntő – 2022. március 26. | Második elődöntő – 2022. március 26. | Második elődöntő – 2022. március 26. | Második elődöntő – 2022. március 26. | Második elődöntő – 2022. március 26. | Második elődöntő – 2022. március 26. |
| #                                    | Előadó                               | Dal (zene / szöveg)                                            | Pontozás                             | Pontozás                             | Pontozás                             | Pontozás                             | Pontozás                             | Pontozás                             | Pontozás                             | Pontozás                             |
| #                                    | Előadó                               | Dal (zene / szöveg)                                            | Balázs Andrea                        | Balázs Klári                         | Boros Csaba                          | Feke Pál                             | Korda György                         | Nagy Bogi                            | Közönség                             | Σ                                    |
| ------------------------------------ | ------------------------------------ | -------------------------------------------------------------- | ------------------------------------ | ------------------------------------ | ------------------------------------ | ------------------------------------ | ------------------------------------ | ------------------------------------ | ------------------------------------ | ------------------------------------ |
| 01                                   | Pély Barna                           | Csavard fel a szőnyeget (Fenyő Miklós / S. Nagy István)        | 10                                   | 10                                   | 10                                   | 9                                    | 10                                   | 10                                   | 49                                   | 108                                  |
| 02                                   | Rakonczai Imre                       | Kicsit szomorkás a hangulatom (Nádas Gábor / Szenes Iván)      | 7                                    | 8                                    | 8                                    | 7                                    | 8                                    | 8                                    | 48                                   | 94                                   |
| 03                                   | Szekér Gergő                         | Ne gondold! (Szörényi Levente / Bródy János)                   | 10                                   | 10                                   | 10                                   | 10                                   | 10                                   | 9                                    | 49                                   | 108                                  |
| 04                                   | Csonka András                        | Nem csak a húszéveseké a világ (Fényes Szabolcs / Szenes Iván) | 10                                   | 10                                   | 9                                    | 10                                   | 10                                   | 10                                   | 52                                   | 111                                  |
| 05                                   | Szolnoki Péter                       | Kislány a zongoránál (Lovas Róbert / Szenes Iván)              | 9                                    | 8                                    | 8                                    | 9                                    | 10                                   | 10                                   | 47                                   | 101                                  |
| 06                                   | Sári Évi                             | Mama (Dobos Attila / Szenes Iván)                              | 8                                    | 9                                    | 8                                    | 8                                    | 9                                    | 9                                    | 50                                   | 101                                  |
| 07                                   | Szőcs Renáta                         | Például te (Fényes Szabolcs / Bacsó Péter)                     | 7                                    | 7                                    | 7                                    | 7                                    | 8                                    | 8                                    | 46                                   | 90                                   |
| 08                                   | Miller Zoltán                        | Gyöngyhajú lány (Presser Gábor / Adamis Anna)                  | 10                                   | 10                                   | 10                                   | 10                                   | 10                                   | 10                                   | 56                                   | 116                                  |
| 09                                   | Palcsó Tamás                         | Citromízű banán (Frenreisz Károly / Sztevanovity Dusán)        | 7                                    | 8                                    | 8                                    | 7                                    | 8                                    | 8                                    | 41                                   | 87                                   |
| 10                                   | Polyák Lilla                         | Nem leszek a játékszered (Gyulai Gaál János / Hajnal István)   | 10                                   | 10                                   | 10                                   | 10                                   | 10                                   | 10                                   | 53                                   | 113                                  |

#### Harmadik elődöntő
| Harmadik elődöntő – 2022. április 2. | Harmadik elődöntő – 2022. április 2. | Harmadik elődöntő – 2022. április 2.                                                     | Harmadik elődöntő – 2022. április 2. | Harmadik elődöntő – 2022. április 2. | Harmadik elődöntő – 2022. április 2. | Harmadik elődöntő – 2022. április 2. | Harmadik elődöntő – 2022. április 2. | Harmadik elődöntő – 2022. április 2. | Harmadik elődöntő – 2022. április 2. | Harmadik elődöntő – 2022. április 2. |
| #                                    | Előadó                               | Dal (zene / szöveg)                                                                      | Pontozás                             | Pontozás                             | Pontozás                             | Pontozás                             | Pontozás                             | Pontozás                             | Pontozás                             | Pontozás                             |
| #                                    | Előadó                               | Dal (zene / szöveg)                                                                      | Balázs Andrea                        | Balázs Klári                         | Boros Csaba                          | Feke Pál                             | Korda György                         | Nagy Bogi                            | Közönség                             | Σ                                    |
| ------------------------------------ | ------------------------------------ | ---------------------------------------------------------------------------------------- | ------------------------------------ | ------------------------------------ | ------------------------------------ | ------------------------------------ | ------------------------------------ | ------------------------------------ | ------------------------------------ | ------------------------------------ |
| 01                                   | Nagy Adri                            | Táncolj még! (Delhusa Gjon)                                                              | 8                                    | 8                                    | 8                                    | 7                                    | 8                                    | 8                                    | 48                                   | 95                                   |
| 02                                   | Peter Šrámek                         | Lady "N" (Schöck Ottó / Solymos Tóni)                                                    | 10                                   | 10                                   | 8                                    | 10                                   | 9                                    | 9                                    | 53                                   | 109                                  |
| 03                                   | Péter Szabó Szilvia                  | Mama, kérlek (Bródy János)                                                               | 9                                    | 9                                    | 10                                   | 9                                    | 9                                    | 10                                   | 52                                   | 108                                  |
| 04                                   | Horváth Boldi, YOULÏ és Wolf Kati    | Santa Maria (Pásztor László, Jakab György / Hatvani Emese)                               | 8                                    | 7                                    | 7                                    | 7                                    | 7                                    | 7                                    | 44                                   | 87                                   |
| 05                                   | Kováts Vera                          | Iskolatáska (Hajdu Sándor / Demjén Ferenc)                                               | 8                                    | 8                                    | 8                                    | 7                                    | 8                                    | 8                                    | 41                                   | 88                                   |
| 06                                   | Veréb Tamás                          | Ez majdnem szerelem volt (Nagy Tibor / Bradányi Iván)                                    | 10                                   | 9                                    | 10                                   | 9                                    | 9                                    | 10                                   | 55                                   | 112                                  |
| 07                                   | Király Viktor és Freddie             | Nem adom fel (Presser Gábor / Sztevanovity Dusán)                                        | 10                                   | 10                                   | 10                                   | 10                                   | 10                                   | 10                                   | 58                                   | 118                                  |
| 08                                   | Arany Timi                           | Nem vagyok én apáca (Schöck Ottó / S. Nagy István)                                       | 7                                    | 7                                    | 8                                    | 8                                    | 8                                    | 9                                    | 47                                   | 94                                   |
| 09                                   | Judy és Ganxsta Zolee                | Gyere kislány gyere (Csuka Mónika / Nagy Feró)                                           | 9                                    | 7                                    | 8                                    | 7                                    | 8                                    | 8                                    | 42                                   | 89                                   |
| 10                                   | Janza Kata és Pesák Ádám             | Szállj fel magasra (Gallai Péter / Köves Miklós, Révész Sándor, Som Lajos, Závodi János) | 9                                    | 8                                    | 10                                   | 8                                    | 9                                    | 10                                   | 52                                   | 106                                  |

#### Negyedik elődöntő
| Negyedik elődöntő – 2022. április 9. | Negyedik elődöntő – 2022. április 9. | Negyedik elődöntő – 2022. április 9.                                                                                   | Negyedik elődöntő – 2022. április 9. | Negyedik elődöntő – 2022. április 9. | Negyedik elődöntő – 2022. április 9. | Negyedik elődöntő – 2022. április 9. | Negyedik elődöntő – 2022. április 9. | Negyedik elődöntő – 2022. április 9. | Negyedik elődöntő – 2022. április 9. | Negyedik elődöntő – 2022. április 9. |
| #                                    | Előadó                               | Dal (zene / szöveg) | Pontozás                             | Pontozás                             | Pontozás                             | Pontozás                             | Pontozás                             | Pontozás                             | Pontozás                             | Pontozás                             |
| #                                    | Előadó                               | Dal (zene / szöveg) | Balázs Andrea                        | Balázs Klári                         | Boros Csaba                          | Feke Pál                             | Korda György                         | Nagy Bogi                            | Közönség                             | Σ                                    |
| ------------------------------------ | ------------------------------------ | --- | ------------------------------------ | ------------------------------------ | ------------------------------------ | ------------------------------------ | ------------------------------------ | ------------------------------------ | ------------------------------------ | ------------------------------------ |
| 01                                   | Rácz Gergő                           | Szerelem első vérig (Dés László / Demjén Ferenc)                                                                       | 10                                   | 10                                   | 9                                    | 9                                    | 9                                    | 10                                   | 50                                   | 107                                  |
| 02                                   | Keresztes Ildikó                     | Induljon a banzáj! (Hauber Zsolt, Menczel Gábor, Kovács Ákos / Kovács Ákos)                                            | 9                                    | 8                                    | 8                                    | 8                                    | 8                                    | 9                                    | 46                                   | 96                                   |
| 03                                   | Kardos-Horváth János                 | Balatoni nyár (Bornai Tibor, Laár András, Lengyelfi Miklós, Márton András)                                             | 7                                    | 7                                    | 8                                    | 7                                    | 7                                    | 7                                    | 38                                   | 81                                   |
| 04                                   | Szandi                               | Isztambul (Fenyő Miklós / Novai Gábor)                                                                                 | 7                                    | 8                                    | 9                                    | 8                                    | 9                                    | 8                                    | 61                                   | 110                                  |
| 05                                   | Szabó Ádám                           | Éjjel érkezem (Csillag Endre, Gömöry Zsolt / Pataky Attila, Mirkovics Gábor)                                           | 10                                   | 10                                   | 10                                   | 10                                   | 10                                   | 10                                   | 54                                   | 114                                  |
| 06                                   | Varga Miklós                         | Évszakok (Balázs Fecó / Horváth Attila)                                                                                | 10                                   | 10                                   | 10                                   | 10                                   | 10                                   | 10                                   | 58                                   | 118                                  |
| 07                                   | Köteles Leander                      | Szállj fel, szabad madár! (Szörényi Levente / Bródy János)                                                             | 10                                   | 10                                   | 9                                    | 10                                   | 10                                   | 10                                   | 55                                   | 114                                  |
| 08                                   | Palya Bea                            | Júlia nem akar a földön járni (Erdész Róbert, Gömör László, Kollár Attila, Vincze Lilla / Erdész Róbert)               | 7                                    | 6                                    | 8                                    | 6                                    | 7                                    | 7                                    | 42                                   | 83                                   |
| 09                                   | Krisz Rudolf                         | Szeretlek is, meg nem is (Holló József, Környei Attila, Szikora Róbert / Barile Pasquale, Kozma Tibor, Szikora Zsuzsa) | 9                                    | 8                                    | 8                                    | 8                                    | 8                                    | 9                                    | 47                                   | 97                                   |
| 10                                   | Pataky Attila                        | Azok a boldog szép napok (Hirleman Bertalan / Hirleman Bertalan, Nagy Feró)                                            | 9                                    | 10                                   | 9                                    | 9                                    | 10                                   | 9                                    | 48                                   | 104                                  |

#### Ötödik elődöntő
| Ötödik elődöntő – 2022. április 16. | Ötödik elődöntő – 2022. április 16.         | Ötödik elődöntő – 2022. április 16.                                                         | Ötödik elődöntő – 2022. április 16. | Ötödik elődöntő – 2022. április 16. | Ötödik elődöntő – 2022. április 16. | Ötödik elődöntő – 2022. április 16. | Ötödik elődöntő – 2022. április 16. | Ötödik elődöntő – 2022. április 16. | Ötödik elődöntő – 2022. április 16. | Ötödik elődöntő – 2022. április 16. |
| #                                   | Előadó                                      | Dal (zene / szöveg)                                                                         | Pontozás                            | Pontozás                            | Pontozás                            | Pontozás                            | Pontozás                            | Pontozás                            | Pontozás                            | Pontozás                            |
| #                                   | Előadó                                      | Dal (zene / szöveg)                                                                         | Balázs Andrea                       | Balázs Klári                        | Boros Csaba                         | Feke Pál                            | Korda György                        | Nagy Bogi                           | Közönség                            | Σ                                   |
| ----------------------------------- | ------------------------------------------- | ------------------------------------------------------------------------------------------- | ----------------------------------- | ----------------------------------- | ----------------------------------- | ----------------------------------- | ----------------------------------- | ----------------------------------- | ----------------------------------- | ----------------------------------- |
| 01                                  | Deniz és Eckü                               | Takarítónő (Koller László, Dósa Richárd)                                                    | 8                                   | 7                                   | 7                                   | 7                                   | 7                                   | 8                                   | 41                                  | 85                                  |
| 02                                  | Roy                                         | Rozsdás szög (Presser Gábor)                                                                | 9                                   | 9                                   | 9                                   | 8                                   | 9                                   | 10                                  | 47                                  | 101                                 |
| 03                                  | Csepregi Éva                                | Szállj el kismadár (Cipő, Boros Csaba, Nagy László Attila, Patai Tamás, Tóth Zoltán András) | 9                                   | 9                                   | 9                                   | 9                                   | 10                                  | 9                                   | 50                                  | 105                                 |
| 04                                  | Kollányi Zsuzsi és Gitano                   | Hol van az a lány? (Fehér Tibor, László Viktor, Pityinger Péter)                            | 8                                   | 8                                   | 9                                   | 7                                   | 9                                   | 9                                   | 49                                  | 99                                  |
| 05                                  | Binhky, Fedor Kyra és Ilyés Jenifer         | Szeresd a testem (Dobrády Ákos)                                                             | 6                                   | 6                                   | 7                                   | 6                                   | 7                                   | 6                                   | 43                                  | 81                                  |
| 06                                  | Biga                                        | Hófehér Jaguár (Pély Barna, Romhányi Áron / Orbán Tamás)                                    | 10                                  | 10                                  | 10                                  | 9                                   | 10                                  | 10                                  | 51                                  | 110                                 |
| 07                                  | Tanka Balázs                                | Mennyország tourist (Lukács László)                                                         | 9                                   | 9                                   | 9                                   | 9                                   | 9                                   | 10                                  | 50                                  | 105                                 |
| 08                                  | Brasch Bence                                | Titkos üzenet (Dobrády Ákos)                                                                | 8                                   | 8                                   | 7                                   | 7                                   | 8                                   | 8                                   | 46                                  | 92                                  |
| 09                                  | Lola és Eckü                                | Ha lemegy a Nap (Dorozsmai Péter)                                                           | 7                                   | 7                                   | 7                                   | 7                                   | 7                                   | 7                                   | 45                                  | 87                                  |
| 10                                  | Anda Laci, Kurucz Sanyi és Andelic Jonathan | Ott várok rád (Egry Levente)                                                                | 9                                   | 8                                   | 8                                   | 8                                   | 9                                   | 8                                   | 50                                  | 100                                 |

#### Hatodik elődöntő
| Hatodik elődöntő – 2022. április 23. | Hatodik elődöntő – 2022. április 23. | Hatodik elődöntő – 2022. április 23.                                                   | Hatodik elődöntő – 2022. április 23. | Hatodik elődöntő – 2022. április 23. | Hatodik elődöntő – 2022. április 23. | Hatodik elődöntő – 2022. április 23. | Hatodik elődöntő – 2022. április 23. | Hatodik elődöntő – 2022. április 23. | Hatodik elődöntő – 2022. április 23. | Hatodik elődöntő – 2022. április 23. |
| #                                    | Előadó                               | Dal (zene / szöveg)                                                                    | Pontozás                             | Pontozás                             | Pontozás                             | Pontozás                             | Pontozás                             | Pontozás                             | Pontozás                             | Pontozás                             |
| #                                    | Előadó                               | Dal (zene / szöveg)                                                                    | Balázs Andrea                        | Balázs Klári                         | Boros Csaba                          | Feke Pál                             | Korda György                         | Nagy Bogi                            | Közönség                             | Σ                                    |
| ------------------------------------ | ------------------------------------ | -------------------------------------------------------------------------------------- | ------------------------------------ | ------------------------------------ | ------------------------------------ | ------------------------------------ | ------------------------------------ | ------------------------------------ | ------------------------------------ | ------------------------------------ |
| 01                                   | Békefi Viki és Ya Ou                 | Ajándék (Rakonczai Viktor / Orbán Tamás)                                               | 10                                   | 10                                   | 9                                    | 9                                    | 9                                    | 9                                    | 50                                   | 106                                  |
| 02                                   | Oláh Gergő                           | Szállok a dallal (Molnár Ferenc Caramel)                                               | 10                                   | 10                                   | 10                                   | 10                                   | 10                                   | 10                                   | 55                                   | 115                                  |
| 03                                   | Tarnai Kiss László                   | Szájbergyerek (Kollár-Klemencz László)                                                 | 8                                    | 9                                    | 9                                    | 8                                    | 8                                    | 7                                    | 57                                   | 106                                  |
| 04                                   | Bari Laci                            | Vidéki sanzon (Mező Mihály, Milek József, Szabó Tibor / Kara Mihály)                   | 9                                    | 10                                   | 9                                    | 8                                    | 10                                   | 9                                    | 43                                   | 98                                   |
| 05                                   | Antal Timi                           | Szerelemről szó sem volt (Nagy Gábor, Sidlovics Gábor)                                 | 8                                    | 8                                    | 8                                    | 8                                    | 8                                    | 9                                    | 46                                   | 95                                   |
| 06                                   | Baricz Gergő                         | Királylány (Tóth Tibor / Tóth Tibor, Barbaró Attila, Bonyhádi Bálint, Szekeres András) | 9                                    | 9                                    | 9                                    | 8                                    | 9                                    | 9                                    | 53                                   | 106                                  |
| 07                                   | Király Linda                         | Valami Amerika (Szolnoki Péter, Török Tamás / Duba Gábor)                              | 9                                    | 9                                    | 8                                    | 9                                    | 9                                    | 9                                    | 45                                   | 98                                   |
| 08                                   | Singh Viki és Kocsis Dénes           | Híd a folyót (Kiss Gábor / Simon Attila)                                               | 9                                    | 9                                    | 8                                    | 9                                    | 9                                    | 9                                    | 51                                   | 104                                  |
| 09                                   | Kirchknopf Gergő                     | Ajjajaj (Kiss Tibor)                                                                   | 10                                   | 10                                   | 10                                   | 10                                   | 10                                   | 9                                    | 50                                   | 109                                  |
| 10                                   | Völgyesi Gabi                        | Hajnal (Makai Zoltán / Czikora Tamás)                                                  | 8                                    | 8                                    | 8                                    | 7                                    | 8                                    | 8                                    | 50                                   | 97                                   |

### Középdöntők
Az MTVA a három középdöntőt 2022. április 30-án, május 7-én és május 14-én tartotta. A hattagú zsűri közvetlenül a dalok elhangzása után pontozta az egyes dalokat 1-től 10-ig (maximum elérhető 60 pont). A műsor végén a zsűri pontjaihoz adták a közönség összesített pontszámát (maximum elérhető 60 pont). Ennek alapján az első három helyen végző dal jutott tovább a döntőbe. A műsort felvételről közvetítette a Duna.

#### Első középdöntő
| Első középdöntő – 2022. április 30. | Első középdöntő – 2022. április 30.         | Első középdöntő – 2022. április 30.                     | Első középdöntő – 2022. április 30. | Első középdöntő – 2022. április 30. | Első középdöntő – 2022. április 30. | Első középdöntő – 2022. április 30. | Első középdöntő – 2022. április 30. | Első középdöntő – 2022. április 30. | Első középdöntő – 2022. április 30. | Első középdöntő – 2022. április 30. |
| #                                   | Előadó                                      | Dal (zene / szöveg)                                     | Pontozás                            | Pontozás                            | Pontozás                            | Pontozás                            | Pontozás                            | Pontozás                            | Pontozás                            | Pontozás                            |
| #                                   | Előadó                                      | Dal (zene / szöveg)                                     | Balázs Andrea                       | Balázs Klári                        | Boros Csaba                         | Feke Pál                            | Korda György                        | Nagy Bogi                           | Közönség                            | Σ                                   |
| ----------------------------------- | ------------------------------------------- | ------------------------------------------------------- | ----------------------------------- | ----------------------------------- | ----------------------------------- | ----------------------------------- | ----------------------------------- | ----------------------------------- | ----------------------------------- | ----------------------------------- |
| 01                                  | Szandi                                      | Isztambul (Fenyő Miklós / Novai Gábor)                  | 10                                  | 8                                   | 8                                   | 8                                   | 8                                   | 9                                   | N/A                                 | N/A                                 |
| 02                                  | Miklósa Erika és Dolhai Attila              | Meseautó (Márkus Alfréd / Harmath Imre)                 | 10                                  | 10                                  | 10                                  | 10                                  | 10                                  | 10                                  | 54                                  | 114                                 |
| 03                                  | Kirchknopf Gergő                            | Ajjajaj (Kiss Tibor)                                    | 10                                  | 10                                  | 10                                  | 9                                   | 10                                  | 10                                  | 48                                  | 107                                 |
| 04                                  | Roy                                         | Rozsdás szög (Presser Gábor)                            | 9                                   | 9                                   | 9                                   | 9                                   | 9                                   | 9                                   | N/A                                 | N/A                                 |
| 05                                  | Janicsák Veca                               | Hamvadó cigarettavég (Hegedűs Tamás / G. Dénes György)  | 9                                   | 9                                   | 10                                  | 9                                   | 9                                   | 9                                   | 52                                  | 107                                 |
| 06                                  | Pély Barna                                  | Csavard fel a szőnyeget (Fenyő Miklós / S. Nagy István) | 8                                   | 9                                   | 8                                   | 9                                   | 9                                   | 10                                  | N/A                                 | N/A                                 |
| 07                                  | Békefi Viki és Ya Ou                        | Ajándék (Rakonczai Viktor / Orbán Tamás)                | 9                                   | 10                                  | 8                                   | 9                                   | 9                                   | 9                                   | N/A                                 | N/A                                 |
| 08                                  | Pál Dénes                                   | Csinibaba (Bágya András / G. Dénes György)              | 8                                   | 9                                   | 9                                   | 8                                   | 9                                   | 8                                   | N/A                                 | N/A                                 |
| 09                                  | Varga Miklós                                | Évszakok (Balázs Fecó / Horváth Attila)                 | 10                                  | 10                                  | 10                                  | 10                                  | 10                                  | 10                                  | 57                                  | 117                                 |
| 10                                  | Anda Laci, Kurucz Sanyi és Andelic Jonathan | Ott várok rád (Egry Levente)                            | 8                                   | 9                                   | 8                                   | 7                                   | 9                                   | 8                                   | N/A                                 | N/A                                 |

#### Második középdöntő
| Második középdöntő – 2022. május 7. | Második középdöntő – 2022. május 7. | Második középdöntő – 2022. május 7.                                                      | Második középdöntő – 2022. május 7. | Második középdöntő – 2022. május 7. | Második középdöntő – 2022. május 7. | Második középdöntő – 2022. május 7. | Második középdöntő – 2022. május 7. | Második középdöntő – 2022. május 7. | Második középdöntő – 2022. május 7. | Második középdöntő – 2022. május 7. |
| #                                   | Előadó                              | Dal (zene / szöveg)                                                                      | Pontozás                            | Pontozás                            | Pontozás                            | Pontozás                            | Pontozás                            | Pontozás                            | Pontozás                            | Pontozás                            |
| #                                   | Előadó                              | Dal (zene / szöveg)                                                                      | Balázs Andrea                       | Balázs Klári                        | Boros Csaba                         | Feke Pál                            | Korda György                        | Nagy Bogi                           | Közönség                            | Σ                                   |
| ----------------------------------- | ----------------------------------- | ---------------------------------------------------------------------------------------- | ----------------------------------- | ----------------------------------- | ----------------------------------- | ----------------------------------- | ----------------------------------- | ----------------------------------- | ----------------------------------- | ----------------------------------- |
| 01                                  | Janza Kata és Pesák Ádám            | Szállj fel magasra (Gallai Péter / Köves Miklós, Révész Sándor, Som Lajos, Závodi János) | 9                                   | 9                                   | 8                                   | 8                                   | 9                                   | 9                                   | N/A                                 | N/A                                 |
| 02                                  | Tarnai Kiss László                  | Szájbergyerek (Kollár-Klemencz László)                                                   | 7                                   | 8                                   | 7                                   | 6                                   | 8                                   | 7                                   | N/A                                 | N/A                                 |
| 03                                  | Szekér Gergő                        | Ne gondold! (Szörényi Levente / Bródy János)                                             | 10                                  | 9                                   | 10                                  | 10                                  | 9                                   | 10                                  | N/A                                 | N/A                                 |
| 04                                  | Oláh Gergő                          | Szállok a dallal (Molnár Ferenc Caramel)                                                 | 10                                  | 10                                  | 8                                   | 10                                  | 10                                  | 10                                  | 54                                  | 112                                 |
| 05                                  | Tanka Balázs                        | Mennyország tourist (Lukács László)                                                      | 9                                   | 9                                   | 10                                  | 9                                   | 9                                   | 10                                  | N/A                                 | N/A                                 |
| 06                                  | Peter Šrámek                        | Lady "N" (Schöck Ottó / Solymos Tóni)                                                    | 10                                  | 10                                  | 10                                  | 10                                  | 10                                  | 10                                  | 57                                  | 117                                 |
| 08                                  | Polyák Lilla                        | Nem leszek a játékszered (Gyulai Gaál János / Hajnal István)                             | 10                                  | 10                                  | 10                                  | 10                                  | 10                                  | 10                                  | 54                                  | 114                                 |
| 07                                  | Baricz Gergő                        | Királylány (Tóth Tibor / Tóth Tibor, Barbaró Attila, Bonyhádi Bálint, Szekeres András)   | 8                                   | 8                                   | 8                                   | 8                                   | 8                                   | 8                                   | N/A                                 | N/A                                 |
| 09                                  | Biga                                | Hófehér Jaguár (Pély Barna, Romhányi Áron / Orbán Tamás)                                 | 8                                   | 9                                   | 9                                   | 8                                   | 9                                   | 9                                   | N/A                                 | N/A                                 |
| 10                                  | Galambos Dorina és Trap Kapitány    | Haccáré haccacáré (Fényes Szabolcs / G. Dénes György)                                    | 8                                   | 8                                   | 8                                   | 8                                   | 8                                   | 9                                   | N/A                                 | N/A                                 |

#### Harmadik középdöntő
| Harmadik középdöntő – 2022. május 14. | Harmadik középdöntő – 2022. május 14. | Harmadik középdöntő – 2022. május 14.                                                       | Harmadik középdöntő – 2022. május 14. | Harmadik középdöntő – 2022. május 14. | Harmadik középdöntő – 2022. május 14. | Harmadik középdöntő – 2022. május 14. | Harmadik középdöntő – 2022. május 14. | Harmadik középdöntő – 2022. május 14. | Harmadik középdöntő – 2022. május 14. | Harmadik középdöntő – 2022. május 14. |
| #                                     | Előadó                                | Dal (zene / szöveg)                                                                         | Pontozás                              | Pontozás                              | Pontozás                              | Pontozás                              | Pontozás                              | Pontozás                              | Pontozás                              | Pontozás                              |
| #                                     | Előadó                                | Dal (zene / szöveg)                                                                         | Balázs Andrea                         | Balázs Klári                          | Boros Csaba                           | Feke Pál                              | Korda György                          | Nagy Bogi                             | Közönség                              | Σ                                     |
| ------------------------------------- | ------------------------------------- | ------------------------------------------------------------------------------------------- | ------------------------------------- | ------------------------------------- | ------------------------------------- | ------------------------------------- | ------------------------------------- | ------------------------------------- | ------------------------------------- | ------------------------------------- |
| 01                                    | Csonka András                         | Nem csak a húszéveseké a világ (Fényes Szabolcs / Szenes Iván)                              | 8                                     | 8                                     | 8                                     | 8                                     | 9                                     | 9                                     | N/A                                   | N/A                                   |
| 02                                    | Miller Zoltán                         | Gyöngyhajú lány (Presser Gábor / Adamis Anna)                                               | 10                                    | 10                                    | 10                                    | 10                                    | 10                                    | 10                                    | 55                                    | 115                                   |
| 03                                    | Péter Szabó Szilvia                   | Mama, kérlek (Bródy János)                                                                  | 9                                     | 9                                     | 9                                     | 9                                     | 9                                     | 9                                     | N/A                                   | N/A                                   |
| 04                                    | Veréb Tamás                           | Ez majdnem szerelem volt (Nagy Tibor / Bradányi Iván)                                       | 9                                     | 9                                     | 9                                     | 9                                     | 9                                     | 10                                    | N/A                                   | N/A                                   |
| 05                                    | Köteles Leander                       | Szállj fel, szabad madár! (Szörényi Levente / Bródy János)                                  | 10                                    | 10                                    | 8                                     | 10                                    | 10                                    | 10                                    | 54                                    | 112                                   |
| 06                                    | Szabó Ádám                            | Éjjel érkezem (Csillag Endre, Gömöry Zsolt / Pataky Attila, Mirkovics Gábor)                | 9                                     | 9                                     | 9                                     | 9                                     | 9                                     | 9                                     | N/A                                   | N/A                                   |
| 07                                    | Tóth Gabi                             | Szomorú vasárnap (Seress Rezső / Jávor László)                                              | 10                                    | 10                                    | 10                                    | 10                                    | 10                                    | 10                                    | N/A                                   | N/A                                   |
| 08                                    | Rácz Gergő                            | Szerelem első vérig (Dés László / Demjén Ferenc)                                            | 9                                     | 8                                     | 8                                     | 9                                     | 8                                     | 9                                     | N/A                                   | N/A                                   |
| 09                                    | Király Viktor és Freddie              | Nem adom fel (Presser Gábor / Sztevanovity Dusán)                                           | 10                                    | 10                                    | 10                                    | 10                                    | 10                                    | 10                                    | 55                                    | 115                                   |
| 10                                    | Csepregi Éva                          | Szállj el kismadár (Cipő, Boros Csaba, Nagy László Attila, Patai Tamás, Tóth Zoltán András) | 9                                     | 9                                     | 9                                     | 9                                     | 10                                    | 9                                     | N/A                                   | N/A                                   |

### Döntő
Az MTVA a döntőt 2022. május 21-én tartotta.  A zsűri a dalok elhangzása után csak szóban értékelte a produkciókat. Az összes dal elhangzása, és a közönség értékelése után pontozta a produkciókat a zsűri. Az első helyezett 10 pontot kapott, a második 8-at, a harmadik 6-ot, míg a negyedik 4 pontot. Ennek alapján az első helyen végző dal lett a Csináljuk a fesztivált! hetedik évadának a győztese. A műsort felvételről közvetítette a Duna.
| Döntő – 2022. május 21. | Döntő – 2022. május 21.        | Döntő – 2022. május 21.                                      | Döntő – 2022. május 21. | Döntő – 2022. május 21. | Döntő – 2022. május 21. | Döntő – 2022. május 21. | Döntő – 2022. május 21. | Döntő – 2022. május 21. | Döntő – 2022. május 21. | Döntő – 2022. május 21. | Döntő – 2022. május 21. |
| #                       | Előadó                         | Dal (zene / szöveg)                                          | Pontozás                | Pontozás                | Pontozás                | Pontozás                | Pontozás                | Pontozás                | Pontozás                | Pontozás                | Helyezés                |
| #                       | Előadó                         | Dal (zene / szöveg)                                          | Balázs Andrea           | Balázs Klári            | Boros Csaba             | Feke Pál                | Korda György            | Nagy Bogi               | Közönség                | Σ                       | Helyezés                |
| ----------------------- | ------------------------------ | ------------------------------------------------------------ | ----------------------- | ----------------------- | ----------------------- | ----------------------- | ----------------------- | ----------------------- | ----------------------- | ----------------------- | ----------------------- |
| 01                      | Király Viktor és Freddie       | Nem adom fel (Presser Gábor / Sztevanovity Dusán)            | 10                      | 8                       | 6                       |                         | 4                       |                         | 54                      | 82                      | 3.                      |
| 02                      | Varga Miklós                   | Évszakok (Balázs Fecó / Horváth Attila)                      |                         |                         |                         |                         |                         |                         | 50                      | 50                      | 8.                      |
| 03                      | Janicsák Veca                  | Hamvadó cigarettavég (Hegedűs Tamás / G. Dénes György)       |                         |                         |                         |                         |                         |                         | 50                      | 50                      | 9.                      |
| 04                      | Peter Šrámek                   | Lady "N" (Schöck Ottó / Solymos Tóni)                        | 8                       | 10                      |                         | 6                       | 8                       | 6                       | 56                      | 94                      | 1.                      |
| 05                      | Oláh Gergő                     | Szállok a dallal (Molnár Ferenc Caramel)                     | 6                       |                         |                         |                         |                         | 10                      | 51                      | 67                      | 7.                      |
| 06                      | Miller Zoltán                  | Gyöngyhajú lány (Presser Gábor / Adamis Anna)                |                         | 6                       | 10                      | 4                       | 10                      | 8                       | 54                      | 92                      | 2.                      |
| 07                      | Polyák Lilla                   | Nem leszek a játékszered (Gyulai Gaál János / Hajnal István) | 4                       |                         | 8                       |                         |                         | 4                       | 53                      | 69                      | 5.                      |
| 08                      | Miklósa Erika és Dolhai Attila | Meseautó (Márkus Alfréd / Harmath Imre)                      |                         | 4                       |                         | 8                       |                         |                         | 55                      | 67                      | 6.                      |
| 09                      | Köteles Leander                | Szállj fel, szabad madár! (Szörényi Levente / Bródy János)   |                         |                         | 4                       | 10                      | 6                       |                         | 53                      | 73                      | 4.                      |

## Nézettség
Jelmagyarázat
     – A Csináljuk a fesztivált! legmagasabb nézettsége
     – A Csináljuk a fesztivált! legalacsonyabb nézettsége
| Adás                | Sugárzás          | Idősáv        | Duna                 | Duna                 | Duna                 | Duna                | Duna                | Duna                | Forrás |
| Adás                | Sugárzás          | Idősáv        | Teljes lakosság (4+) | Teljes lakosság (4+) | Teljes lakosság (4+) | Célközönség (18–59) | Célközönség (18–59) | Célközönség (18–59) | Forrás |
| Adás                | Sugárzás          | Idősáv        | AMR                  | Arány (SHR%)         | Heti helyezés        | AMR                 | Arány (SHR%)        | Heti helyezés       | Forrás |
| ------------------- | ----------------- | ------------- | -------------------- | -------------------- | -------------------- | ------------------- | ------------------- | ------------------- | ------ |
| Első elődöntő       | 2022. március 19. | szombat 19:35 | 380 951              | 9,1                  | 16.                  | 34 000              | 3,1                 | 30+                 | [ 4 ]  |
| Második elődöntő    | 2022. március 26. | szombat 19:35 | 460 748              | 11,3                 | 12.                  | 45 000              | 4,1                 | 30+                 | [ 5 ]  |
| Harmadik elődöntő   | 2022. április 2.  | szombat 19:35 | 322 960              | 7,3                  | 22.                  |                     |                     | 30+                 | [ 6 ]  |
| Negyedik elődöntő   | 2022. április 9.  | szombat 19:35 | 370 064              | 8,5                  | 15.                  | 114 307             | 5,2                 | 25.                 | [ 7 ]  |
| Ötödik elődöntő     | 2022. április 16. | szombat 19:35 | 328 150              | 8,2                  | 16.                  |                     |                     | 30+                 | [ 8 ]  |
| Hatodik elődöntő    | 2022. április 23. | szombat 19:35 | 434 155              | 10,5                 | 15.                  |                     |                     | 30+                 | [ 9 ]  |
| Első középdöntő     | 2022. április 30. | szombat 19:35 | 424 083              | 11,2                 | 9.                   | 110 087             | 5,9                 | 22.                 | [ 10 ] |
| Második középdöntő  | 2022. május 7.    | szombat 19:35 | 387 107              | 10,1                 | 16.                  |                     |                     | 30+                 | [ 11 ] |
| Harmadik középdöntő | 2022. május 14.   | szombat 19:35 | 414 979              | 11,7                 | 9.                   | 94 379              | 5,7                 | 21.                 | [ 12 ] |
| Döntő               | 2022. május 21.   | szombat 19:35 | 463 896              | 13,1                 | 9.                   | 103 333             | 6,3                 | 24.                 | [ 13 ] |